# Lev Mukhin
Lev Dmitriyevich Mukhin, född 15 oktober 1936 i Konstantinovsk, död 25 april 1977, var en sovjetisk boxare.
Mukhin blev olympisk silvermedaljör i tungvikt i boxning vid sommarspelen 1956 i Melbourne.